# Dave Michayluk
David „Dave“ Michayluk (* 18. Mai 1962 in Wakaw, Saskatchewan) ist ein ehemaliger kanadischer Eishockeyspieler, der im Verlauf seiner aktiven Karriere zwischen 1980 und 1997 unter anderem über 1050 Spiele – hauptsächlich für die Muskegon Lumberjacks und Cleveland Lumberjacks – in der International Hockey League (IHL) auf der Position des Flügelstürmers bestritten hat. Darüber hinaus absolvierte Michayluk, der zu einem der prägendsten Spieler der IHL-Geschichte gehört und dort zahlreiche Auszeichnungen erhielt sowie zweimal den Turner Cup gewann, weitere 21 Partien für die Philadelphia Flyers und Pittsburgh Penguins in der National Hockey League (NHL). Mit den Penguins gewann er in den Stanley-Cup-Playoffs 1992 die gleichnamige Trophäe.

## Karriere

### Junioren
Michayluk spielte zu Beginn seiner Juniorenkarriere zunächst für die Prince Albert Raiders in der Saskatchewan Junior Hockey League (SJHL), wo er mit der Mannschaft in der Saison 1979/80 die Meisterschaft in Form des Hanbidge Cup gewann. Im Saisonverlauf hatte er darüber hinaus im Trikot der Regina Pats aus der Western Hockey League (WHL) debütiert, gehörte aber erst ab der folgenden Spielzeit fest zum Kader des amtierenden Gewinners des Memorial Cups. In Regina bildete der Flügelstürmer eine Sturmduo mit Jock Callander, zu dem sich später Dale Derkatch gesellte. Er sammelte bereits in seinem ersten Jahr insgesamt 133 Scorerpunkte, was ihm den Gewinn der Jim Piggott Memorial Trophy für den besten Liganeuling des Jahres einbrachte. Ebenso fand sich Michayluk im Second All-Star Team der WHL wieder und wurde im NHL Entry Draft 1981 in der vierten Runde an 65. Position von den Philadelphia Flyers aus der National Hockey League (NHL) ausgewählt, nachdem er bereits im Vorjahr zur Auswahl gestanden hatte, aber ungedraftet geblieben war. In der Saison 1981/82 steigerte der Angreifer seine Punktausbeute auf 173 Punkte in der regulären Saison. Dazu gesellten sich weitere 40 Punkte im Verlauf der Playoffs, die er als Topscorer der Playoffs abschloss, in denen die Pats im Finale um den President’s Cup den Portland Winter Hawks unterlagen. Die Leistungen hatten eine weitere Berufung ins Second All-Star Team zur Folge.

### Philadelphia und Kooperationspartner
Nachdem Michayluk zum Jahresende 1981 bereits aufgrund zahlreicher Verletzungen in einer Partie für die Philadelphia Flyers auf dem Eis gestanden und in der NHL debütiert hatte, gehörte der Stürmer zum Beginn des Spieljahres 1982/83 zum Stammkader des NHL-Franchises. Bis Mitte November 1982 wurde er von den Flyers in 13 Partien eingesetzt. Trotz acht Scorerpunkten wurde der Flügelspieler zum Farmteam Maine Mariners in die American Hockey League (AHL) geschickt, wo er den Rest der Saison verbrachte. In der folgenden Spielzeit lief der der Kanadier für den neuen AHL-Kooperationspartner Springfield Indians auf, bevor er ab der Saison 1984/85 bei den Kalamazoo Wings in der International Hockey League (IHL) eingesetzt wurde. Obwohl der Offensivspieler in 82 Partien 99 Scorerpunkte gesammelt hatte und ins IHL Second All-Star Team berufen worden war, erhielt er im Sommer 1986 keinen Anschlussvertrag in der Organisation der Flyers.

### Muskegon und Cleveland
Nach einem kurzen Intermezzo bei den Nova Scotia Oilers zum Beginn der Spielzeit 1986/87 wurde er von den Muskegon Lumberjacks aus der IHL verpflichtet, wo er erneut auf Jock Callander traf. In der Folge bildeten Callander und er – zunächst gemeinsam mit Scott Gruhl und später Mike Needham – eine der besten Angriffsreihen der IHL-Geschichte. Gemeinsam führten sie das Team zum erstmaligen Gewinn des Turner Cups. Michayluk bestritt die erste von acht aufeinanderfolgenden Spielzeiten mit mindestens 100 Scorerpunkten in der regulären Saison. Bis zur Umsiedlung des Franchises im Sommer 1992 nach Cleveland ließen die beiden eine weitere Meisterschaft im Jahr 1989 folgen. Zudem stand das Team in den Jahren 1987, 1990 und 1992 ebenfalls im Meisterschaftsfinale, war dort aber jeweils dem Gegner unterlegen. Michayluk selbst fand sich zwischen 1987 und 1990 viermal in Folge im IHL First All-Star Team wieder, des Weiteren stand er 1992 abermals im Second All-Star Team. Im Zuge des Meisterschaftsgewinns im Jahr 1989 war der Stürmer die prägende Figur des Erfolgs. Er erhielt als Topscorer der regulären Saison die Leo P. Lamoureux Memorial Trophy. Seine 122 Scorerpunkte waren dennoch nicht seine Karrierebestleistung, die er im Vorjahr mit 137 Punkten aufgestellt hatte, damit aber noch 20 Punkte hinter dem Sieger John Cullen gelegen hatte. Ebenso erhielt er die James Gatschene Memorial Trophy als wertvollster Spieler der regulären Saison sowie die Norman R. „Bud“ Poile Trophy als wertvollster Spieler der Playoffs, in denen er gemeinsam mit seinem Teamkollegen Mark Recchi die meisten Punkte gesammelt hatte. Als Belohnung erhielt er zudem Ende Mai 1989 nach fast drei Jahren wieder einen NHL-Vertrag bei den Pittsburgh Penguins, die sich die Dienste des Free Agents sicherten. Ebenso war er im Jahr 1990 Topscorer in den Playoffs.
Das verlorene Meisterschaftsfinale im Jahr 1992 wurde jedoch von einem weitaus größeren Triumph überschattet. Die Pittsburgh Penguins, die im Verlauf der zweiten Runde der Stanley-Cup-Playoffs 1992 von großem Verletzungspech gebeutelt waren und seit 1987 bzw. 1989 auch Jock Callander sowie Mike Needham unter Vertrag hatten, beriefen die erfolgreiche „Muskegon-Sturmreihe“ daher in ihr NHL-Aufgebot. Michayluk bestritt im Verlauf der Playoffs insgesamt sieben Partien und stand damit nach fast zehn Jahren wieder in der NHL auf dem Eis. Die drei Minor-League-Spieler, die in der regulären Saison allesamt nicht in Pittsburgh zum Einsatz gekommen waren, verteidigten am Ende der Playoffs erfolgreich den Stanley Cup mit den Penguins, die die letzten elf Spiele der Playoffs – nach dem 1:2-Serienrückstand gegen die New York Rangers in der zweiten Runde – allesamt gewannen.
Über den Sommer kehrte Michayluk ins Lumberjacks-Franchise zurück, das mittlerweile nach Cleveland umgesiedelt worden war und den Spielbetrieb in der IHL als Cleveland Lumberjacks fortsetzte. Der Angreifer absolvierte die achte 100-Punkte-Saison in Folge und erhielt am Saisonende – wie bereits im Vorjahr – den Ironman Award der IHL. Nach der Saison 1993/94, in der er 99 Scorerpunkte gesammelt hatte und als Assistenztrainer in den Trainerstab integriert war, ging die Offensivproduktion des mittlerweile 32-Jährigen merklich zurück. Er spielte aber dennoch drei weitere Jahre in einer untergeordneten Rolle im Team und beendete seine Karriere im Sommer 1997 im Alter von 35 Jahren.

### Vermächtnis
Nach Michayluks Rücktritt wurde seine Trikotnummer 27 im Jahr 1998 von den Cleveland Lumberjacks gesperrt und bis zur Auflösung des Franchises im Jahr 2001 nicht mehr an einen anderen Spieler vergeben. In der Folge sperrte auch die in der neuen International Hockey League (IHL) beheimatete Reinkarnation der Muskegon Lumberjacks im Januar 2010 das Trikot mit der 27, um das sportliche Vermächtnis des Stürmers, der im Jahr zuvor in die Muskegon Area Sports Hall of Fame aufgenommen worden war, zu ehren. Im Rahmen eines Mottospieltags im Februar 2023 sperrten auch die Cleveland Monsters aus der AHL, die die Tradition einer Minor-League-Organisation in der Stadt Cleveland fortführten, Michayluks Trikotnummer und erinnerten damit an die 25 Jahre zurückliegende Erstsperrung durch die Lumberjacks.
An seinem Karriereende war Michayluk, der Spieler mit den meisten Toren für das Muskegon/Cleveland-Franchise. Mit seinen 968 Einsätzen in der regulären Saison belegte er zum Zeitpunkt der Auflösung der IHL im Jahr 2001 den vierten Rang unter allen Spielern. Seine 547 Treffer stellten die meisten in der Liga-Geschichte dar, während er mit seinen 636 Vorlagen ebenfalls den vierten Platz belegte und seine 1183 Scorerpunkte ihn an dritter Stelle in dieser Statistik sahen.

## Erfolge und Auszeichnungen
| - 1980 Hanbidge-Cup-Gewinn mit den Prince Albert Raiders - 1981 Jim Piggott Memorial Trophy - 1981 WHL Second All-Star Team - 1982 WHL Second All-Star Team - 1985 IHL Second All-Star Team - 1986 Turner-Cup-Gewinn mit den Muskegon Lumberjacks - 1987 IHL First All-Star Team - 1988 IHL First All-Star Team - 1989 Turner-Cup-Gewinn mit den Muskegon Lumberjacks - 1989 Leo P. Lamoureux Memorial Trophy - 1989 James Gatschene Memorial Trophy | - 1989 Norman R. „Bud“ Poile Trophy - 1989 IHL First All-Star Team - 1990 IHL First All-Star Team - 1992 Ironman Award - 1992 IHL Second All-Star Team - 1992 Stanley-Cup-Gewinn mit den Pittsburgh Penguins - 1993 Ironman Award - 1998 Sperrung der Trikotnummer 27 durch die Cleveland Lumberjacks - 2009 Aufnahme in die Muskegon Area Sports Hall of Fame - 2010 Sperrung der Trikotnummer 27 durch die Muskegon Lumberjacks - 2023 Sperrung der Trikotnummer 27 durch die Cleveland Monsters |

## Karrierestatistik
(Legende zur Spielerstatistik: Sp oder GP = absolvierte Spiele; T oder G = erzielte Tore; V oder A = erzielte Assists; Pkt oder Pts = erzielte Scorerpunkte; SM oder PIM = erhaltene Strafminuten; +/− = Plus/Minus-Bilanz; PP = erzielte Überzahltore; SH = erzielte Unterzahltore; GW = erzielte Siegtore; 1 Play-downs/Relegation; Kursiv: Statistik nicht vollständig)